# I’m Afraid of Americans
«I’m Afraid of Americans» (с англ. — «Я боюсь американцев») — песня английского певца Дэвида Боуи, выпущенная в качестве сингла с его альбома 1997 года Earthling. Песня, созданная в соавторстве Боуи и Брайана Ино, первоначально была написана во время студийных сессий Боуи для альбома 1995 года Outside, но не была выпущена до тех пор, пока ремикс песни не появился в саундтреке к фильму Showgirls, а затем был переделан для альбома Earthling. Будучи хитом Топ-20 в Канаде, переделанная версия песни также заняла 66-е места в Billboard Hot 100 и держалась в этом чарте 16 недель. Это был последний сингл Боуи, который попал в чарты Hot 100 до «Blackstar» и «Lazarus» после его смерти.

## Предыстория
Так Боуи описывает ощущения, заложенные в песне:
Она не так враждебна по отношению к Американцам, как в песне «Born in the U.S.A.»: это, скорее, насмешка. Я был на Яве, когда там открылся первый Макдоналдс, и я сказал: «Какого черта?». Вторжение любой гомогенизированной культуры — очень печально, будь то возведение очередного Диснейленда в Умбрии (Италия) — и тому подобное. Это губит местную культуру и ограничивает самовыражение самой жизни.

## Релиз
«I’m Afraid of Americans» был первоначально создан Дэвидом Ричардсом и появился в качестве ремикса в саундтрек альбоме к фильму Шоугёлс в 1995 году (в котором звучит припев «I’m Afraid of the animals» вместо более поздней версии «I’m Afraid of Americans»). Впоследствии он был переделан для альбома Earthling.
CD-сингл для песни «I’m Afraid of Americans» был выпущен в Соединенных Штатах и Канаде. Сингл не включал альбомную версию песни, но вместо этого включал ремиксы трека в исполнении бывших коллег Боуи по туру, группа Nine Inch Nails, а также барабанщика и басиста — исполнителя Photek. Микс Nine Inch Nails «V1» стал более популярным, чем оригинальная версия, во многом благодаря сопровождающему видеоклипу, с участием Трента Рензора, что привело к его появлению на некоторых выпусках ретроспектив Best of Bowie (2002), Nothing Has Changed (2014) и Bowie Legacy (2016).
Версия Шоугёлс, а также ремикс Nine Inch Nails «V1» и «Original Edit» Марка Плати были включены в бонус-диск расширенного CD издания альбома Earthling в 2004 году.

## Чарты
| Чарты (1997-98)                   | Высшая позиция в чарте |
| --------------------------------- | ---------------------- |
| Lithuanian Singles Chart          | 5                      |
| Canadian Singles Chart            | 14                     |
| US Billboard Hot 100              | 66                     |
| US Modern Rock Tracks (Billboard) | 27                     |

## Версии и ремиксы
| Название            | Авторство       | Продолжительность | Участники |
| ------------------- | --------------- | ----------------- | --- |
| Версия Шоугёлс      | Дэвид Ричардс   | 5:12              | Продюсеры Дэвид Боуи и Брайан Ино. |
| Альбомная Версия    | Марк Плати      | 4:59              | Продюсер Дэвид Боуи. Совместное производство Ривз Гэбрелс и Марк Плати.                                                                                   |
| Оригинальная версия | Марк Плати      | 4:14              | Продюсер Дэвид Боуи. Совместное производство Ривз Гэбрелс и Марк Плати.                                                                                   |
| V1                  | Nine Inch Nails | 5:31              | Спродюсировано и представлено группой Nine Inch Nails. Микс Дэйв «Рэйв» Огилви. Создано Брайаном Поллаком в Nothing Studios.                              |
| V1 Edit             | Nine Inch Nails | 4:30              | Спродюсировано и представлено группой Nine Inch Nails. Микс Дэйв «Рэйв» Огилви. Создано Брайаном Поллаком в Nothing Studios.                              |
| V1 Clean Edit       | Nine Inch Nails | 4:30              | Спродюсировано и представлено группой Nine Inch Nails. Микс Дэйв «Рэйв» Огилви. Создано Брайаном Поллаком в Nothing Studios.                              |
| V2                  | Nine Inch Nails | 5:51              | Спродюсировано и представлено группой Nine Inch Nails. Микс Дэйв «Рэйв» Огилви. Создано Брайаном Поллаком в Nothing Studios.                              |
| V3                  | Nine Inch Nails | 6:06              | Спродюсировано и представлено группой Nine Inch Nails. Микс Дэйв «Рэйв» Огилви. Создано Брайаном Поллаком в Nothing Studios. Специальный гость: Ice Cube. |
| V4                  | Nine Inch Nails | 5:25              | Спродюсировано и представлено группой Nine Inch Nails. Микс Дэйв «Рэйв» Огилви. Создано Брайаном Поллаком в Nothing Studios.                              |
| V5                  | Photek          | 5:38              | |
| V6                  | Nine Inch Nails | 11:18             | Спродюсировано и представлено группой Nine Inch Nails. Микс Дэйв «Рэйв» Огилви. Создано Брайаном Поллаком в Nothing Studios.                              |

## Трек Лист
CD and 12"
Virgin / 8 38618 2 (US)
A-сторна:
1. «I’m Afraid of Americans» (V1) — 5:31
2. «I’m Afraid of Americans» (V2) — 5:51
3. «I’m Afraid of Americans» (V3) (совсестно с Айс Кьюб)- 6:18
4. «I’m Afraid of Americans» (V4) — 5:25

B-сторона:
1. «I’m Afraid of Americans» (V5) — 5:38
2. «I’m Afraid of Americans» (V6) — 11:18

CD промо:
Virgin / DPRO-12749 (US)
1. «I’m Afraid of Americans» (V1 Версия) — 4:30
2. «I’m Afraid of Americans» (Оригинальная версия) — 4:12
3. «I’m Afraid of Americans» (V3) (совсестно с Айс Кьюб)- 6:06
4. «I’m Afraid of Americans» (V1 Clean Версия) — 4:30

## Выступления
Sonic Youth исполнили песню вместе с Боуи на балу в честь его пятидесятилетия в Нью-Йорке в Январе 1997 года.
Дэвид Боуи исполнил песню совместно с Говард Стерном на балу в честь сорокачетырехлетия в 1998.
Версия, которая была записана на Премии GQ в Нью-Йорке 15 Октября 1997 года, была представлена на LiveAndWell.com в 2000 году.
Выступление Боуи 25 июня 2000 года на фестивале в Гластонбери было выпущено в 2018 году на Glastonbury 2000.
Ещё одна концертная версия Боуи, записанная в Лондонском BBC Radio Theatre 27 июня 2000 года, была выпущена на бонус-диске, сопровождавшем первые релизы Bowie at the Beeb в 2000 году.
Концертная версия Боуи, записанная в Дублине, Ирландия, в Ноябре 2003 года, была включена в DVD A Reality Tour, выпущенный в 2004 году, а также в альбом A Reality Tour, выпущенный в 2010 году.